# Vikingové (seriál)
Vikingové (v anglickém originále Vikings) je irsko-kanadský televizní seriál scenáristy Michaela Hirsta produkovaný společností History. V Kanadě a ve Spojených státech měl úvodní díl seriálu premiéru 3. března 2013 na televizním kanálu History Channel. Druhá sezóna měla premiéru 27. února 2014, třetí série byla odvysílána v roce 2015. Čtvrtá řada je vysílána během roku 2016. V letech 2019 - 2020 byla odvysílána poslední šestá série s 20 díly.
Seriál je inspirován ságou o Ragnaru Lothbrokovi, farmáři a nadaném válečníkovi. Legenda praví, že Ragnar byl přímým potomkem Ódina, boha války a ochránce všech bojovníků. Hlavní hrdina touží překročit oceán a otevřít tak svému kmeni nový svět bohatství a půdy, avšak dlouho je pro svou ambiciózní ideu považován za bláhového snílka. Přes všechnu prolitou krev na plátně jsou Vikingové především příběhem pevného pouta mezi blízkými - mužem a ženou, dvěma bratry, rodinou a spolubojovníky.
Seriál Vikingové je vysoce hodnocen jak na Česko-Slovenské filmové databázi, tak i na mezinárodní filmové databázi Internet Movie Database.

## Obsazení
| Travis Fimmel        | Ragnar Lodbrok                                                                    |
| Alexander Ludwig     | Björn Železný bok, prvorozený syn Ragnara a Lagerthy                              |
| Clive Standen        | Rollo, Ragnarův bratr                                                             |
| Katheryn Winnick     | štítonoška Lagertha, Ragnarova manželka                                           |
| Alyssa Sutherland    | královna Aslaug, Ragnarova druhá manželka, dcera bájné Brunhildy a hrdiny Sigurda |
| Gustaf Skarsgård     | Floki, stavitel lodí                                                              |
| George Blagden       | Athelstan, anglosaský mnich z kláštera v Lindisfarne, zajatý Ragnarem             |
| Gabriel Byrne        | jarl Haraldson                                                                    |
| Jessalyn Gilsig      | Haraldsonova manželka Siggy                                                       |
| Donal Logue          | dánský král Horik I.                                                              |
| Jordan Patrick Smith | Ubba, Ragnarův syn                                                                |
| David Lindström      | Sigurd Hadí oko, Ragnarův syn                                                     |
| Alex Høgh Andersen   | Ivar Bezkostý, Ragnarův syn                                                       |
| Marco Ilsø           | Hvitserk, Ragnarův syn                                                            |

## Vysílání
| Řada | Díly | Premiéra v USA     | Premiéra v USA    | Premiéra v ČR      | Premiéra v ČR     |
| Řada | Díly | První díl          | Poslední díl      | První díl          | Poslední díl      |
| ---- | ---- | ------------------ | ----------------- | ------------------ | ----------------- |
| 1    | 9    | 3. března 2013     | 28. dubna 2013    | 28. listopadu 2016 | 23. ledna 2017    |
| 2    | 10   | 27. února 2014     | 1. května 2014    | 30. ledna 2017     | 3. dubna 2017     |
| 3    | 10   | 19. února 2015     | 23. dubna 2015    | 20. května 2018    | 22. července 2018 |
| 4    | 10   | 18. února 2016     | 21. dubna 2016    | 29. července 2018  | 30. září 2018     |
| 4    | 10   | 30. listopadu 2016 | 1. února 2017     | 7. října 2018      | 9. prosince 2018  |
| 5    | 10   | 29. listopadu 2017 | 24. ledna 2018    | 16. prosince 2018  | 17. února 2019    |
| 5    | 10   | 28. listopadu 2018 | 30. ledna 2019    | 24. února 2019     | 28. dubna 2019    |
| 6    | 10   | 4. prosince 2019   | 5. února 2020     | 11. května 2020    | 12. července 2020 |
| 6    | 10   | 30. prosince 2020  | 30. prosince 2020 | 27. dubna 2021     | 29. června 2021   |